# Symploce morsei
Symploce morsei är en kackerlacksart som beskrevs av Morgan Hebard 1916. Symploce morsei ingår i släktet Symploce och familjen småkackerlackor. Inga underarter finns listade i Catalogue of Life.